# Nikon D3500
La Nikon D3500 es una cámara de nivel principiante, con 24.2 megapixeles, formato DX DSLR, montura Nikon F, anunciada por Nikon el 30 de agosto de 2018. La D3500 está disponible con dos lentes de kit: con el 18-55mm por 579 euros y dos lentes de kit a la vez (18-55mm y 70-300mm) por 743,84. Es la sucesora de la Nikon D3400. En 2019, la D3500 ganó el TIPA (Technical Image Press Association) como la mejor cámara DSLR.

## Características
La D3500 tiene las siguientes características:
- 24.2 megapixeles con un sensor de imagen CMOS.
- D-Lighting activo.
- Grabación de video en Full HD y HD (hasta 60 fotogramas/s).
- Hasta 5 fotogramas por segundo en disparo continuo.
- Sensibilidad ISO desde 100 hasta 25,600.
- Módulo de sensor de seguimiento 3D de 11 puntos Multi-CAM 1000 enfoque automático.
- Medición matricial en color 3D II (solo compatible con lentes tipo G y E).
- Conectividad Bluetooth, pero WI-Fi no equipado.
- Compatible con la aplicacción de Nikon (SnapBridge).

## Comparación con su predecesor
La Nikon D3500 es la sucesora de la Nikon D3400 que fue lanzada el 17 de agosto de 2016 con las siguientes características.
- 45 g más ligera (415 g VS 460 g).
- Mayor duración de la batería (1500 fotos VS 1200 fotos).
- Un mejor agarre.
- Nuevo botón en el diseño.